# Temera hardwickii
Genre
Espèce
Statut de conservation UICN

 VU A4d : Vulnérable
Temera hardwickii est une espèce de raies électriques de la famille des Narkidae. 

## Répartition
Temera hardwickii se rencontre dans l'ouest du bassin Indo-Pacifique.

## Description
La taille maximale connue pour Temera hardwickii est de 46 cm. 

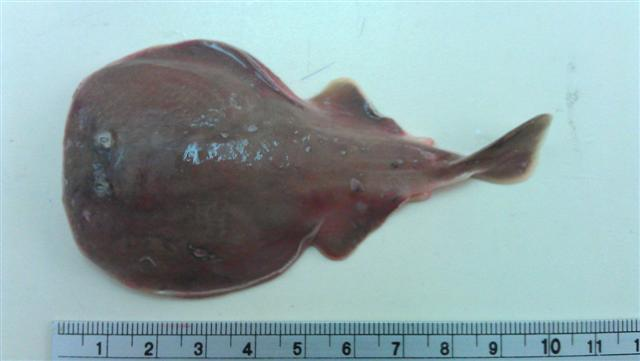
Dos d'une raie électrique Temera hardwickii de 10 cm de long, port de Phuket, Thaïlande

Sa forme générale est celle d'une torpille.

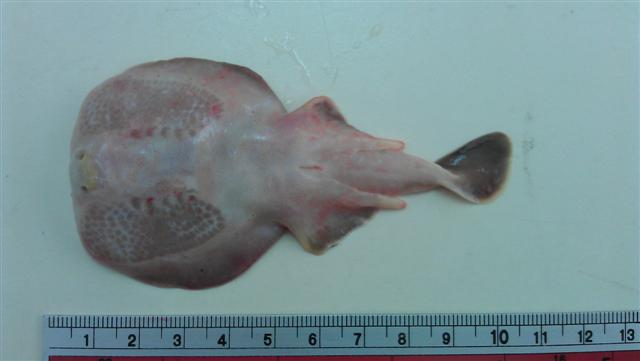
Ventre d'une raie électrique Temera hardwickii de 10 cm de long, port de Phuket, Thaïlande

## Étymologie
Son nom spécifique, hardwickii, lui a été donné en l'honneur du naturaliste Thomas Hardwicke (1755-1835), qui a collecté l'holotype.